# Republička nogometna liga Bosne i Hercegovine
Republička nogometna liga Bosne i Hercegovine bila je najviša nogometna liga u Bosni i Hercegovini za vrijeme SFRJ. Bila je uglavnom liga trećeg ranga unutar jugoslavenskog nogometnog sistema i prvak se plasirao u Drugu saveznu ligu.

## Prvaci
| Sezona        | Prvak                      | Klubovi u saveznim ligama |
| ------------- | -------------------------- | --- |
| 1946.         | Željezničar Sarajevo       | |
| 1946./47.     | Velež Mostar               | Željezničar (I) |
| 1947./48.     | Velež Mostar               | Sarajevo (I) Željezničar (II)                                                                                                |
| 1948./49.     | Željezničar Sarajevo       | Sarajevo (II) |
| 1950.         | Bosna Sarajevo             | Sarajevo (I) Željezničar (II) Velež, Borac (III)                                                                             |
| 1951.         | Borac Banja Luka           | Sarajevo (I) Velež, Željezničar (II)                                                                                         |
| 1952.         | Velež Mostar               | Sarajevo (I) |
| 1952./53.     | Borac Banja Luka           | Sarajevo, Velež (I) |
| 1953./54.     | Zenica                     | Sarajevo (I) Željezničar, Velež, Borac (II)                                                                                  |
| 1954./55.     | Sloboda Tuzla              | Sarajevo, Željezničar (I) Velež, Zenica (II)                                                                                 |
| 1955. – 1973. | nije igrano (zonske lige)  | nije igrano (zonske lige) |
| 1973./74.     | Jedinstvo Bihać            | Velež, Čelik, Željezničar, Sloboda, Sarajevo, Borac (I) Kozara, Iskra, Igman, Famos, Leotar (II)                             |
| 1974./75.     | Jedinstvo Brčko            | Velež, Sloboda, Željezničar, Čelik, Sarajevo (I) Borac, Leotar, Iskra, Famos, Igman, J Bihać, Kozara (II)                    |
| 1975./76.     | Rudar (Ljubija – Prijedor) | Sloboda, Sarajevo, Velež, Borac, Željezničar, Čelik (I) Leotar, Jedinstvo Bihać, Famos, Jedinstvo Brčko, Iskra, Igman (II)   |
| 1976./77.     | Radnik Bijeljina           | Sloboda, Borac, Velež, Čelik, Sarajevo, Željezničar (I) Jedinstvo Bihać, Leotar, Famos, Jedinstvo Brčko, Iskra, Rudar (II)   |
| 1977./78.     | Bosna Visoko               | Sloboda, Velež, Sarajevo, Borac, Čelik (I) Željezničar, Iskra, Rudar, Famos, Leotar, Radnik, J Bihać, J Brčko (II)           |
| 1978./79.     | Jedinstvo Bihać            | Sarajevo, Velež, Sloboda, Željezničar, Borac (I) Čelik, Bosna, Iskra, Famos, Leotar, Radnik, Rudar (II)                      |
| 1979./80.     | Jedinstvo Brčko            | Sarajevo, Sloboda, Velež, Željezničar, Borac, Čelik (I) Iskra, Leotar, J Bihać, Bosna, Famos (II)                            |
| 1980./81.     | Kozara Bosanska Gradiška   | Sloboda, Velež, Sarajevo, Željezničar, Borac (I) Iskra, Čelik, J Brčko, Leotar, J Bihać, Bosna (II)                          |
| 1981./82.     | Radnik Bijeljina           | Sarajevo, Željezničar, Velež, Sloboda (I) Čelik, Iskra, Borac, Leotar, J Bihać, Kozara, J Brčko (II)                         |
| 1982./83.     | Sloga Doboj                | Sloboda, Željezničar, Sarajevo, Velež (I) Čelik, Iskra, Jedinstvo Brčko, Leotar, Borac, Jedinstvo Bihać, Radnik, Kozara (II) |
| 1983./84.     | Rudar (Ljubija – Prijedor) | Željezničar, Sarajevo, Velež, Sloboda, Čelik (I) Iskra, Leotar, J Brčko, J Bihać, Borac, Radnik, Sloga (II)                  |
| 1984./85.     | Famos Hrasnica             | Sarajevo, Željezničar, Velež, Sloboda, Iskra (I) Čelik, J Brčko, J Bihać, Borac, Leotar, Rudar, Radnik (II)                  |
| 1985./86.     | Sloga Doboj                | Velež, Željezničar, Sloboda, Sarajevo, Čelik (I) Iskra, Leotar, J Brčko, Rudar, Borac, Famos, J Bihać (II)                   |
| 1986./87.     | Borac Travnik              | Velež, Željezničar, Čelik, Sarajevo, Sloboda (I) Leotar, Borac, J Brčko, Iskra, Rudar, Famos, Sloga (II)                     |
| 1987./88.     | Radnik Bijeljina           | Velež, Sloboda, Željezničar, Sarajevo, Čelik (I) Leotar, Borac, Iskra, Rudar, Famos, Jedinstvo Brčko, Borac Travnik (II)     |

## Unutrašnje povenice
- Hrvatska republička nogometna liga

## Vanjske poveznice
- forum.sportsport.ba, Vremeplov 4: Ligaška takmičenja od 1945-1992. godine